# Georgiait
Georgiait  je vrsta tektita.
Georgiaiti izhajajo z obalnega območja Georgije v Združenih držav Amerike. Zanje je značilno, da se najdejo na območjih, ki so mlajša kot sami georgiaiti. To pomeni, da jih je erozija prestavila iz osnovnega nahajališča v novo okolje. Skoraj vse georgiaite najdemo v zgornjih eocenskih sedimentih.
Izhajajo z območja, ki ga pokriva izvrženi material kraterja  Chesapeake Bay. Iz tega kraterja izhajata dve vrsti tektitov: črni bediasiti v Teksasu in zeleni georgianiti iz Georgije. Krater je nastal pred 35 milijoni let.